# Mizuho (portaidrovolanti)
La Mizuho (瑞穂?), citata anche Miduho, fu una nave appoggio idrovolanti della Marina imperiale giapponese impiegata durante la Guerra del Pacifico, il maggiore teatro bellico orientale della seconda guerra mondiale.
Pressoché simile alle due pari ruolo Classe Chiyoda, la capoclasse Chiyoda e la Chitose, prima che queste venissero trasformate in portaerei, venne a sua volta modificata nel 1941 per trasportare 12 sommergibili tascabili collocati in un apposito pozzo a poppa che, grazie all'apertura di un portellone, poteva comunicare con il mare.
Venne affondata il 2 maggio 1942 dallo USS Drum, sommergibile US Navy di classe Gato, al largo di capo Omaisaki.